# ポテトサラダ

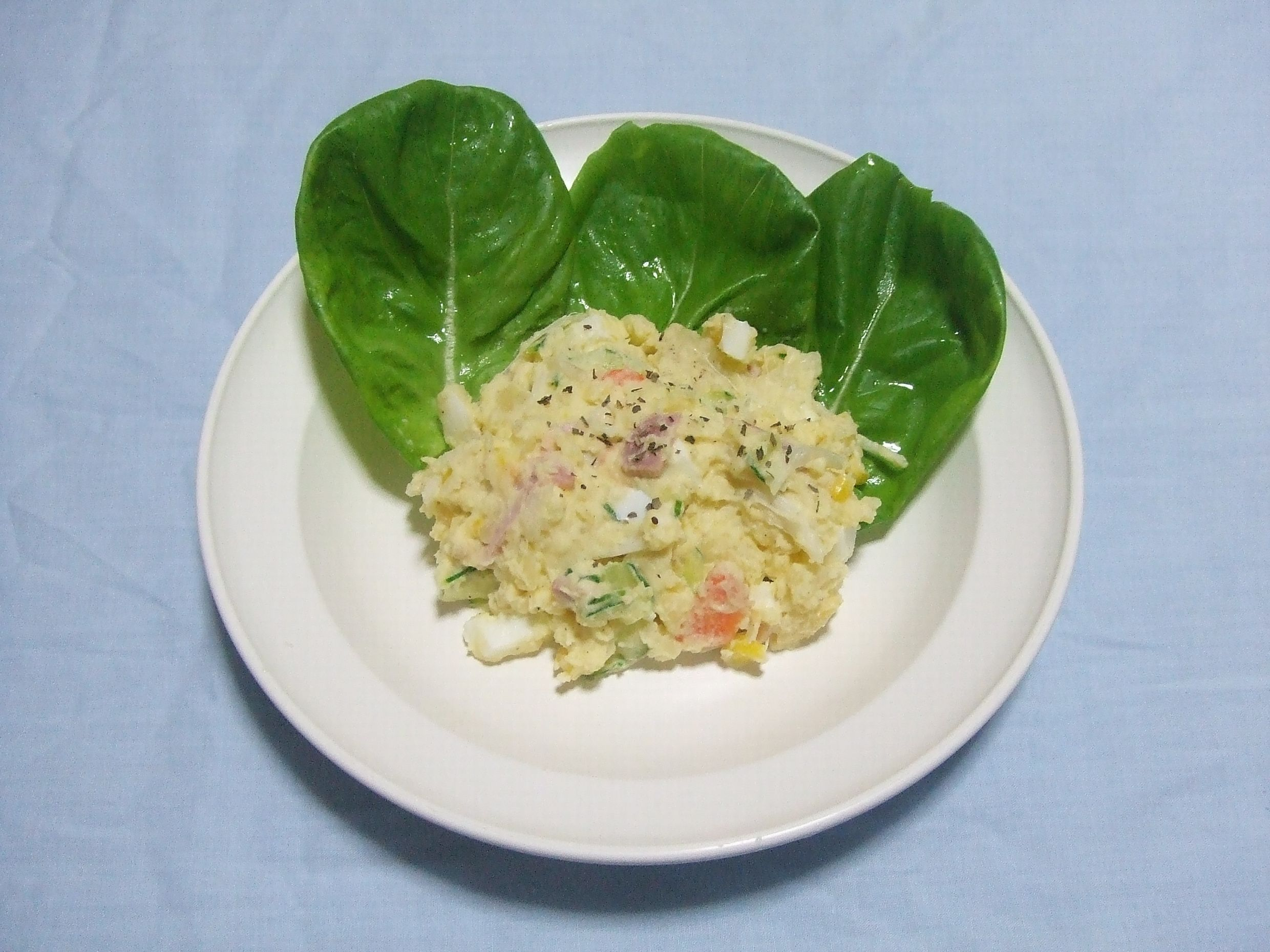
日本のポテトサラダ（調理例）

ポテトサラダ（英: Potato salad）は、茹でたジャガイモを主材料としたサラダのことである。ポテサラと略される場合もあるが「ポテサラ」はケンコーマヨネーズの登録商標である。

## 世界

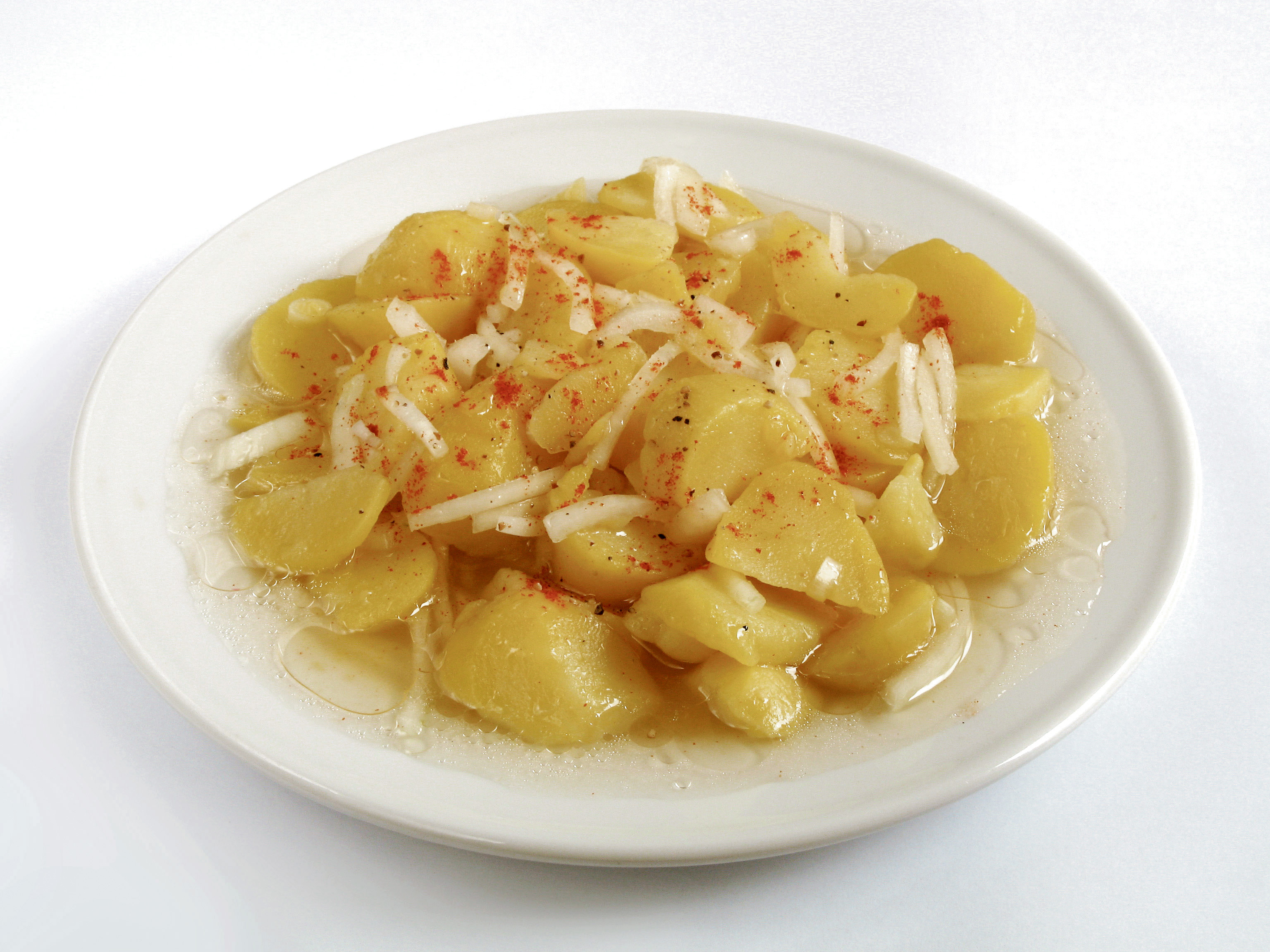
南ドイツ、シュヴァーベンのポテトサラダ。
マヨネーズを使わず、酢、油、スープで味を整える。具材も少ない。

ジャガイモとその他野菜類を混ぜ合わせたものでジャガイモが食される地域ではポピュラーな料理であるが、ポテトの形状や味付けは地域によって様々である。以下に例を挙げる。
- ロシア - オリヴィエ・サラダ。

- アメリカ合衆国 - たっぷりの酢を効かせた野菜サラダにポテトを加えたサラダ。
- 上海 - ミルクやマヨネーズ、野菜やリンゴの角切りをジャガイモと混ぜたサラダ。
- ギリシャ、トルコ - タラモサラダ。
- フランス - ゆでたジャガイモをオイルとワインビネガー、マスタードなどで和えたサラダ。マヨネーズは用いない。

## 日本
日本では、茹でてつぶしたジャガイモに野菜やハムなどの具材を合わせ、マヨネーズであえた料理を指すのが一般的である。
カットしたジャガイモにマヨネーズやサワークリームで和えたポテトサラダは、フィンランドやアメリカにもみられるが、ジャガイモを潰したものは日本以外では少ない。
日本は米食文化であるにもかかわらず、ポテトサラダが広く普及しているが、これには日本で生産されるマヨネーズ製品がコクとうま味が強い卵黄タイプのマヨネーズであるためではないかと言われている（日本以外のマヨネーズ製品は全卵タイプが主流）。
マヨネーズには酢が欠かせないが、適度な酢の酸味は食の対比効果によってジャガイモの甘味を引き立てると共に重くなりがちな後味を引き締める効果がある。

### 日本のポテトサラダの歴史
日本にジャガイモが伝来したのは、サツマイモと同時期の江戸時代初期であるが、サツマイモが寛政年間にレシピ本『甘藷百珍』の出版があるように親しまれていたのと対照に、ジャガイモには窮乏食のイメージが強かった。ジャガイモは米を節約するための食材であり、こと和食の分野では長らくジャガイモを用いたまともな料理は無かった。1970年代になって肉じゃがが和風料理、家庭料理の代表格としてジャガイモ料理の地位向上に貢献した。
一方、明治以降に日本に入ってきた西洋料理の料理本によって、さまざまなジャガイモ料理が紹介されることになるのだが、当初は日本風にはアレンジされず、スライスしたジャガイモにヴィネグレットソースをかけけたもの、ボイルドドレッシングやサラダクリームと和えたものが紹介されている。ポテトサラダについていえば、明治29年発行の『西洋料理法』には、ジャガイモをゆでて薄切りにしてレタスの葉を混ぜてドレッシングを添えるポテトサラダが記載されているし、明治43年発行の『西洋料理教科書』には薄切りにしたゆでジャガイモにスライスしたタマネギを乗せ、芥子を加えたドレッシングで和えたポテトサラダが記載されている。
マヨネーズを用いたポテトサラダは、大正時代に帝国ホテルで考案され、日本のポテトサラダは徐々にドレッシングだけのものから、ドレッシングとマヨネーズを両方使ったもの、マヨネーズのみを使ったものへとなっていった。昭和初期にはマヨネーズを用いたポテトサラダが一般的になり、1960年代になるとマヨネーズが普及したことにより、ポテトサラダも急速に普及することになった。

### 具材
ジャガイモはもちろんであるが、ニンジン、タマネギ、キュウリがよく使われる。日本各地で「ご当地ポテトサラダ」として様々な具材が使われており、一例として北海道ではカズノコ、茨城県ではレンコン、長野県では小さく切ったリンゴ、京都ではしば漬け、沖縄県ではゴーヤといったもの加えたポテトサラダがある。

### 作り方のポイント
キユーピーが日本調理科学会で発表した研究成果によれば、粗熱を取った40度のジャガイモにマヨネーズを加えて混ぜ合わせた時が両方の旨味を引き出せるとのことで、ゆでた後に冷ましたジャガイモでは味が引き出せない。

### ポテトサラダ論争
2020年夏頃、総菜コーナーでポテトサラダを買おうとした幼児連れの女性が、高齢男性から「母親ならポテトサラダくらいつくったらどうだ」と言われるのを目撃した、という内容がTwitter（現・X）に投稿された。投稿内容の真偽は不明であるが、この投稿内容について「母親像の押しつけである」、「ポテトサラダは一見簡単そうに見えるが作るのには手間がかかるから惣菜を買ったほうが良い」、逆に「手作りすべきだ」、といった多数の意見がSNS上を席捲し、特に日本の高齢男性の家事見識のなさへの批判など日本の社会構造にまで問題を波及させた議論が行われた。この論争がポテトサラダ論争、ポテサラ論争と呼ばれた。
上述のような問題はさておき、こういった論争が日本で活発化した理由としてポテトサラダが日本人に身近なものであったためではないかと推測されている。
また、ポテトサラダに限らず、惣菜を購入することを問題視する風潮は1976年発行の『日本の民俗2 日本人の衣食住』（瀬川清子、河出書房新社）にも見られている（ただし、『日本人の衣食住』では仕事帰りの男性がデパートで惣菜を購入する姿を批判的に記している）。小林カツ代は『働く女性のキッチンライフ』（1981年、大和書房）で、「たまにはお総菜を買っても良い」と女性を応援する記事を書いているが、当時、惣菜を購入する女性が増え始め、批判されるようになっていたことへの反論でもある。